# Trisetum umbratile
Trisetum umbratile là một loài thực vật có hoa trong họ Hòa thảo. Loài này được (Kit.) Kitag. miêu tả khoa học đầu tiên năm 1956.